# Веккьетта
Веккьетта (итал. Il Vecchietta — «Старушонка»), настоящее имя Лоренцо ди Пьетро итал. Lorenzo di Pietro; ок. 1410, Сиена — 6 июня 1480, Сиена) — итальянский живописец, скульптор, архитектор и ювелир сиенской школы периода кватроченто.

## Жизнь и творчество
О Веккьетте сообщает в своих «Жизнеописаниях» Джорджо Вазари. Он описывает его как человека мрачного и нелюдимого, вечно погружённого в раздумья, и потому прожившего недолго. Позднейшие исследователи пытались имя этого художника увязать с какими-либо архивными данными. Ныне общепризнанной считается версия, что описанный Вазари Веккьетта — это Лоренцо ди Пьетро ди Джованни.
До документальных открытий Карло дель Браво в 1970 году считалось, что он родился в Кастильоне-д’Орча в 1412 году. Он был крещён 11 августа 1410 года и был зарегистрирован в Гильдии художников Сиены с 1428 года. После 1460 года он также начал работать в скульптуре, а позднее занимал должности архитектора и военного инженера. Он умер 6 июня 1480 года в Сиене.
Многие исследователи считают, что его учителем был Сассетта. Не вызывает сомнений и то, что на него ещё в начале карьеры произвело впечатление творчество Донателло, который был в Сиене в 1427 году. В качестве третьего художника, повлиявшего на Веккьетту, следует назвать Мазолино да Паникале, с которым Веккьетта работал над фресками в церкви Колледжата в Кастильоне д’Олона, Ломбардия («Погребение св. Стефана» и «Погребение св. Лаврентия», 1435—1439), созданными по заказу кардинала Бранда Кастильоне. Кроме того, он выполнил фрески в капелле кардинальского дворца в Кастильоне, изобразив евангелистов и святых. Несмотря на то, что они сохранились фрагментарно, даже по этим остаткам можно видеть, что эффекты освещения и соразмерность фигур Веккьетта мог передать лучше, чем кто-либо из тогдашних сиенских художников. В них чувствуется уже не столько сиенский дух, сколько дух живописи Тосканы.
Первыми работами, в которых прослеживается участие Веккьетты, являются фрески, заказанные епископом Бранда да Кастильоне в капелле Святой Екатерины Александрийской в базилике Сан-Клементе в Риме (Между 1428 и 1432), цикл, обычно приписываемый полностью Мазолино да Паникале, в котором молодой Веккьетта, вероятно, принимал участие в качестве ученика. Однако проследить его вклад трудно.
По возвращении в Сиену Веккьетта принимает участие в росписи Оспедале Санта-Мария делла Скала, в котором кроме него работали Доменико ди Бартоло и Приамо делла Кверча. Веккьетта написал там фреску «Видение святого Сороре», основавшего больницу. Это аллегорическая фреска, на которой изображён коленопреклонённый сапожник Сороре, считающийся основателем госпиталя. Он показан стоящим напротив своей матери, над головой которой развернулась сцена её видения, случившегося перед рождением её сына: Богоматерь в окружении ангелов спустила с небес лестницу (лестница по-итальянски scala — именно так называется госпиталь), по которой поднимаются в небеса под её защиту голенькие детишки-сироты. Справа в нише художник изобразил рельефы Адама и Евы, а слева рельефы Каина и Авеля; они как бы символизируют собой первородный грех и Ветхий Завет. На входной стене этого госпиталя Веккьетта написал три сцены из жизни Товия, но они не сохранились. Здесь же он расписал дверцы реликвария — «Страсти христовы», «Святые» и «Блаженные» (1445. Сиена, Пинакотека), а в 1446—1449 годах создал фрески сакристии.
Вершиной его творчества стали росписи свода в баптистерии сиенского Собора (1450—1453) — фрески «Символы веры», «Пророки» и «Сивиллы» (они не сохранились, были записаны в XIX веке), а также фрески в апсиде — «Избиение Христа» и «Путь на Голгофу».
Среди его знаменательных работ — большой триптих «Вознесение Девы Марии со святыми» (1462. Пиенца, Собор), алтарь «Мадонна со святыми» и «Благовещение» (ок. 1460. Пиенца, Епархиальный музей).
Веккьетта был умелым скульптором, оставившим после себя несколько статуй и монументальных композиций, среди которых — большой киворий, сооружённый им в церкви Оспедале Санта-Мария делла Скала, украшенный фигурами ангелов (1467—1472), ныне он оформляет главный алтарь храма.

## Галерея

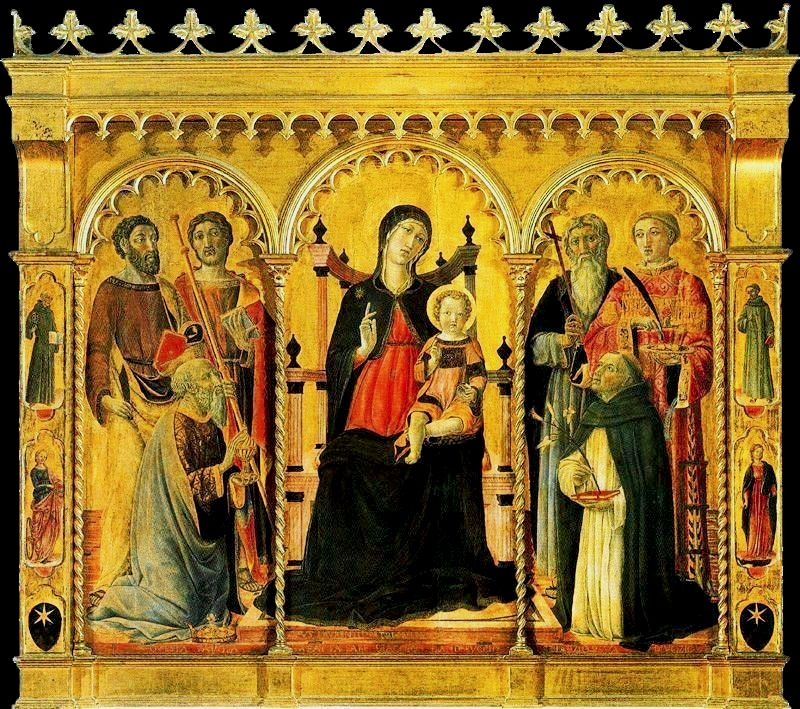
Мадонна с Младенцем и святыми. 1457. Дерево, темпера, Золочение. Уффици, Флоренция
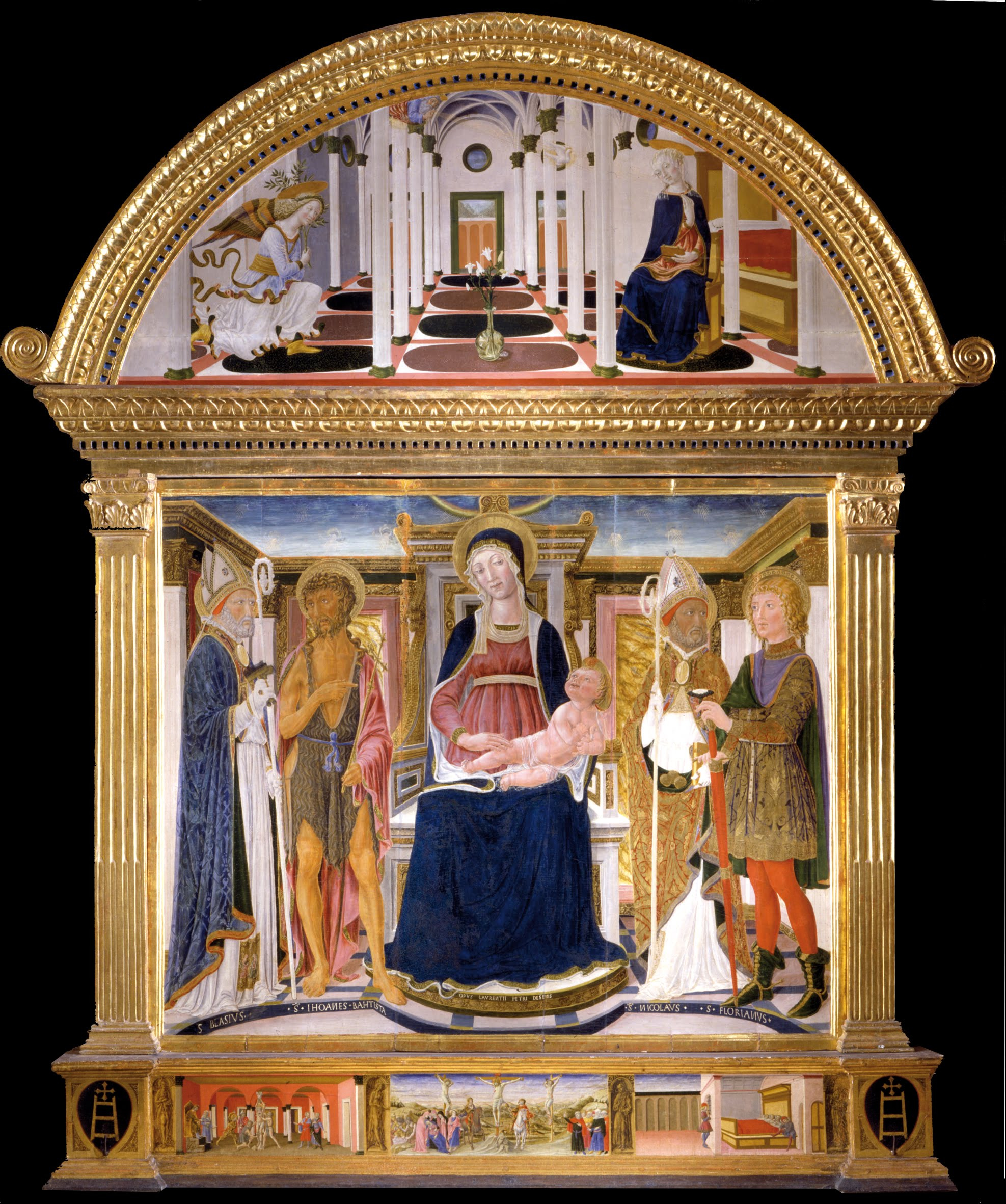
Алтарь Спедалетто. Мадонна с Младенцем и святыми Бьяджо, Иоанном Крестителем, Николаем и Флорианом. 1462. Дерево, темпера, золочение. Фонд музеев Сиены
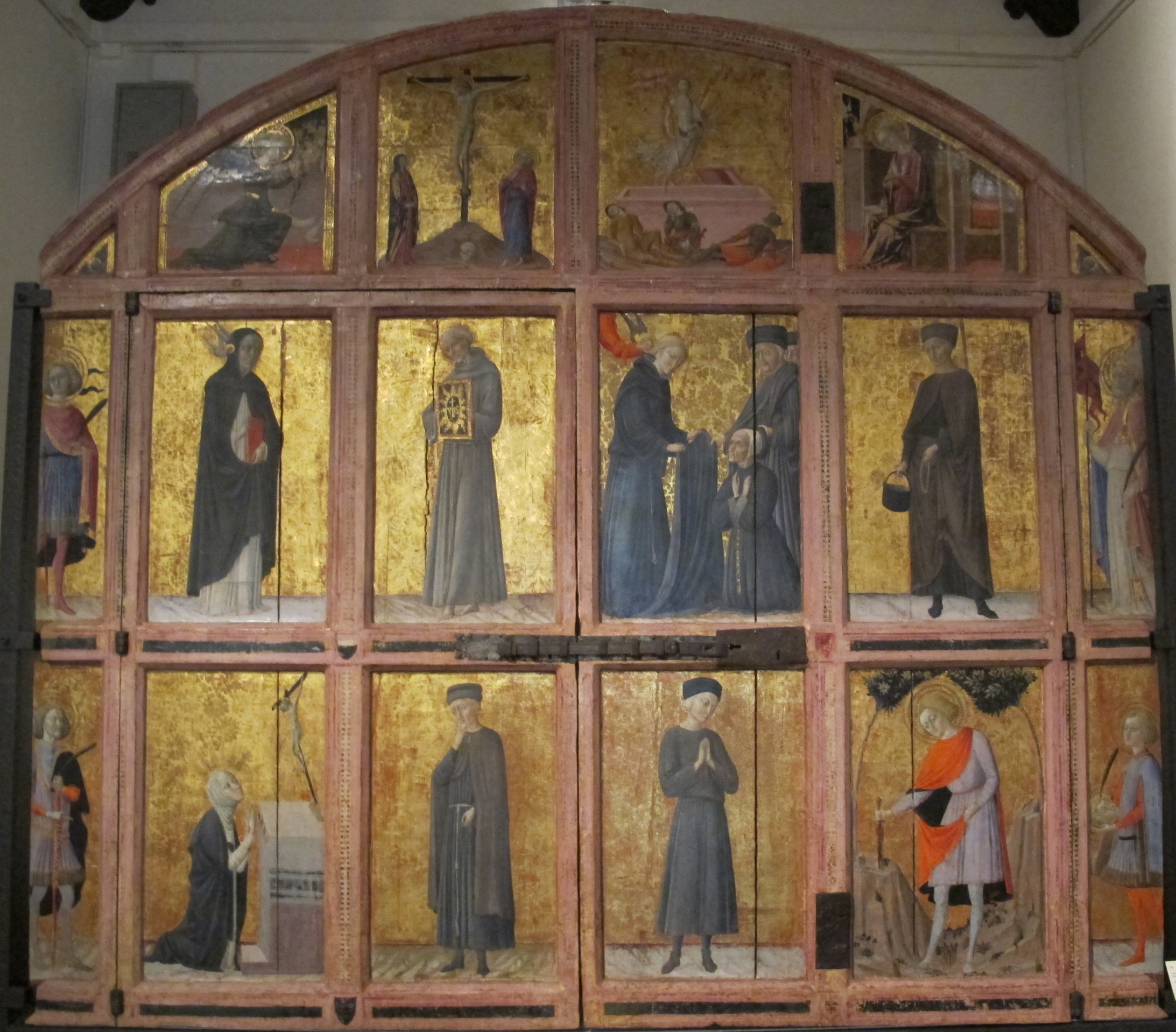
Арликьера. Расписные дверцы реликвария из Оспедале Санта-Мария делла Скала. 1445. Сиена, Пинакотека
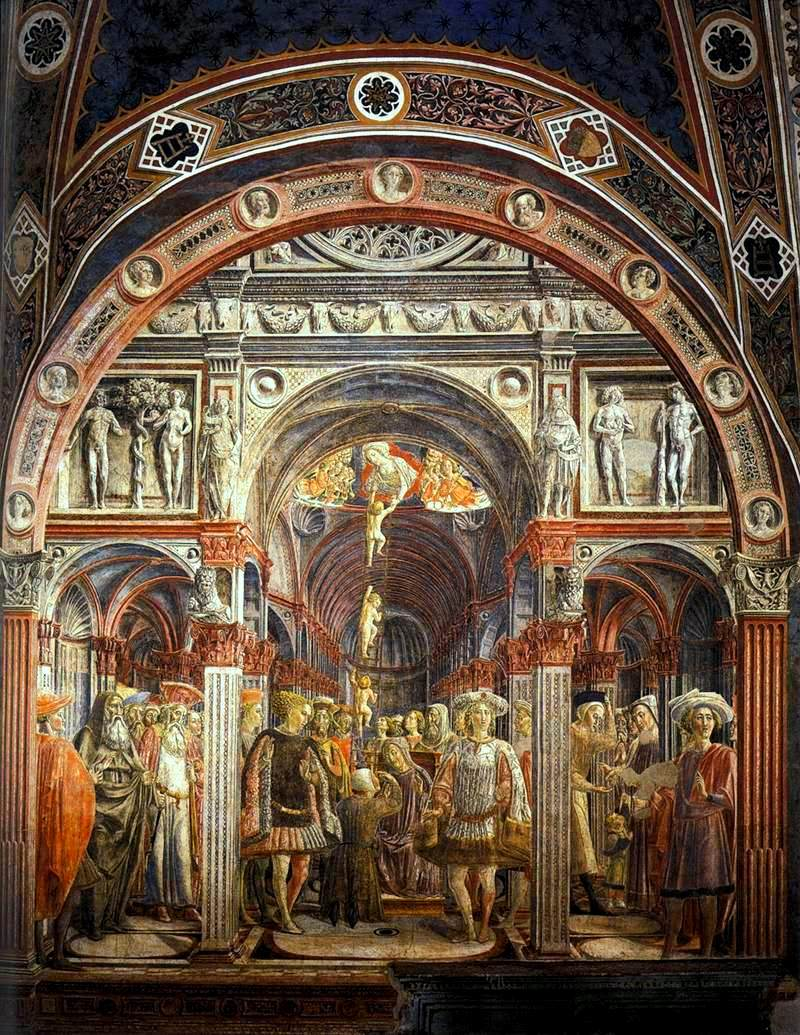
Основание Оспедале Санта-Мария-делла-Скала. Видение святого Сороре. 1445. Фреска Зала паломников. Госпиталь Санта-Мария делла Скала, Сиена
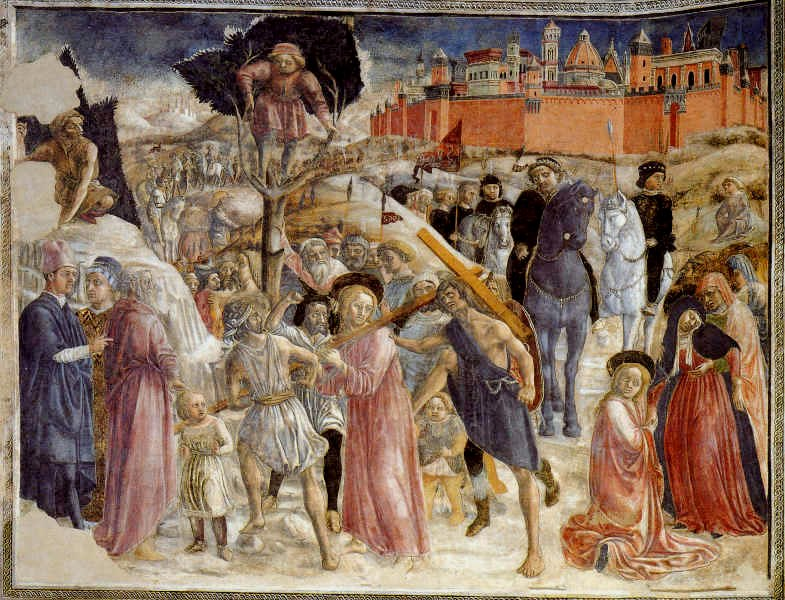
Путь на Голгофу. Между 1447 и 1450. Фреска. Баптистерий собора, Сиена
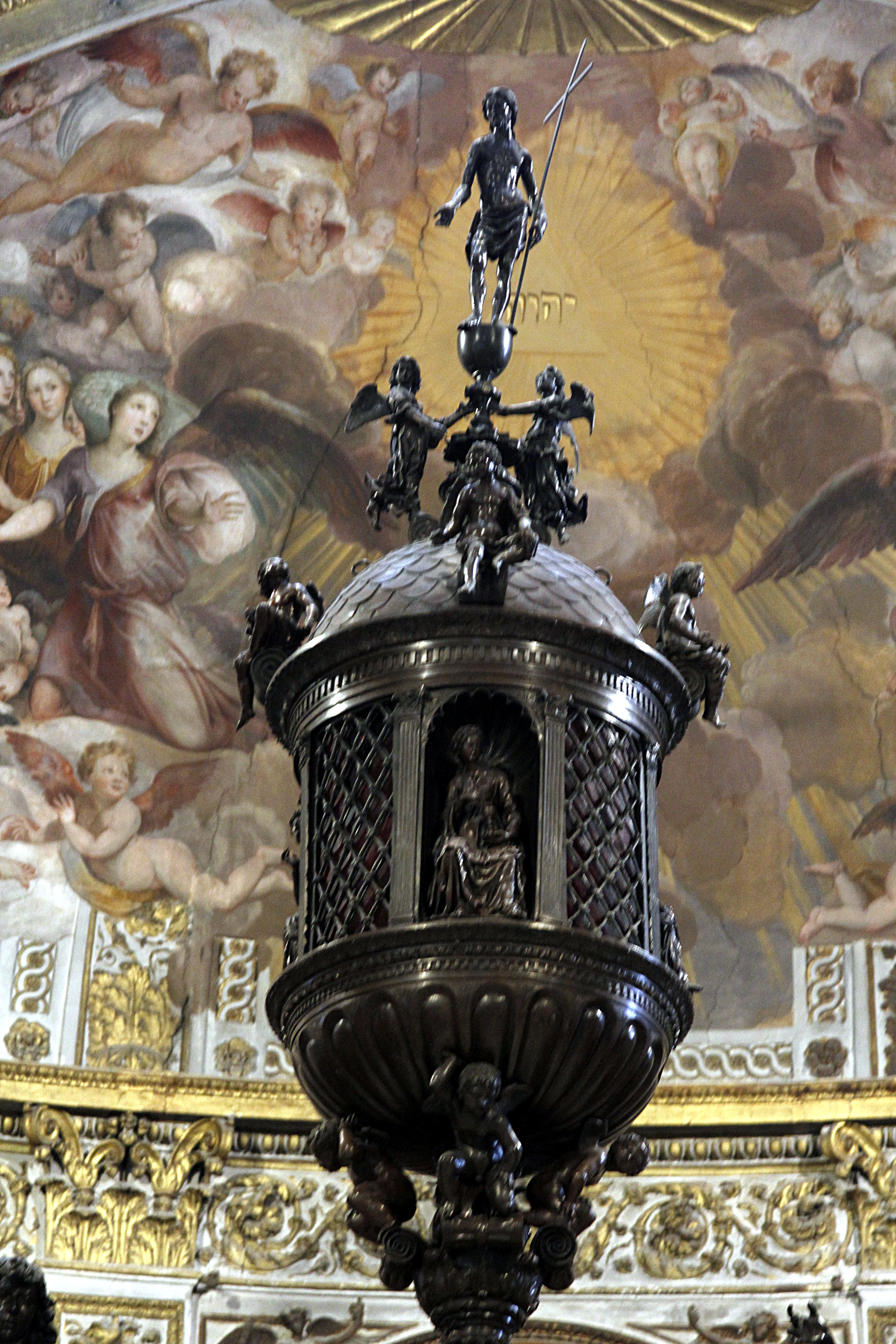
Киворий алтаря Собора в Сиене. 1472. Бронза
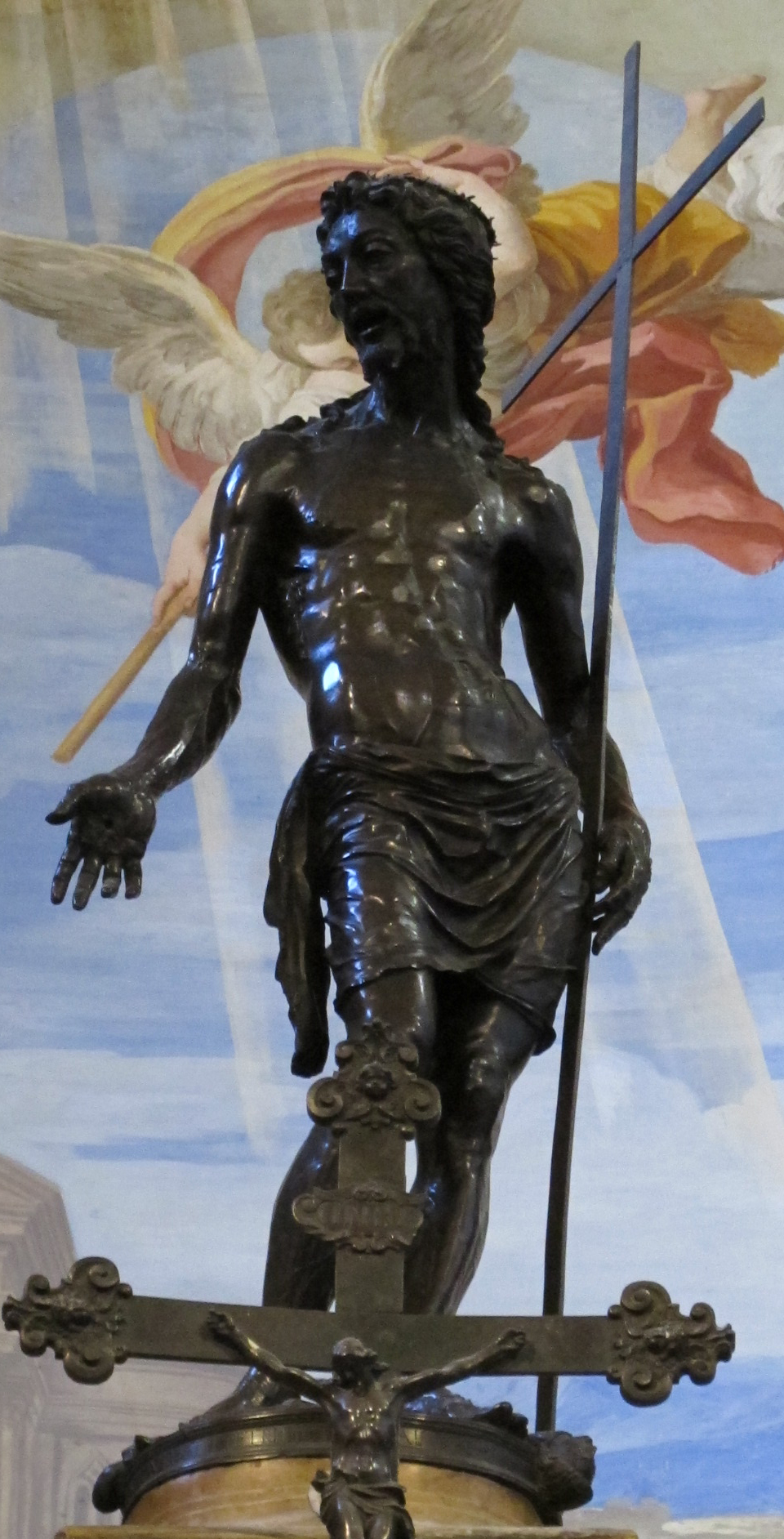
Иоанн Креститель. 1476. Бронза. Церковь Сантиссима Аннунциата, Сиена
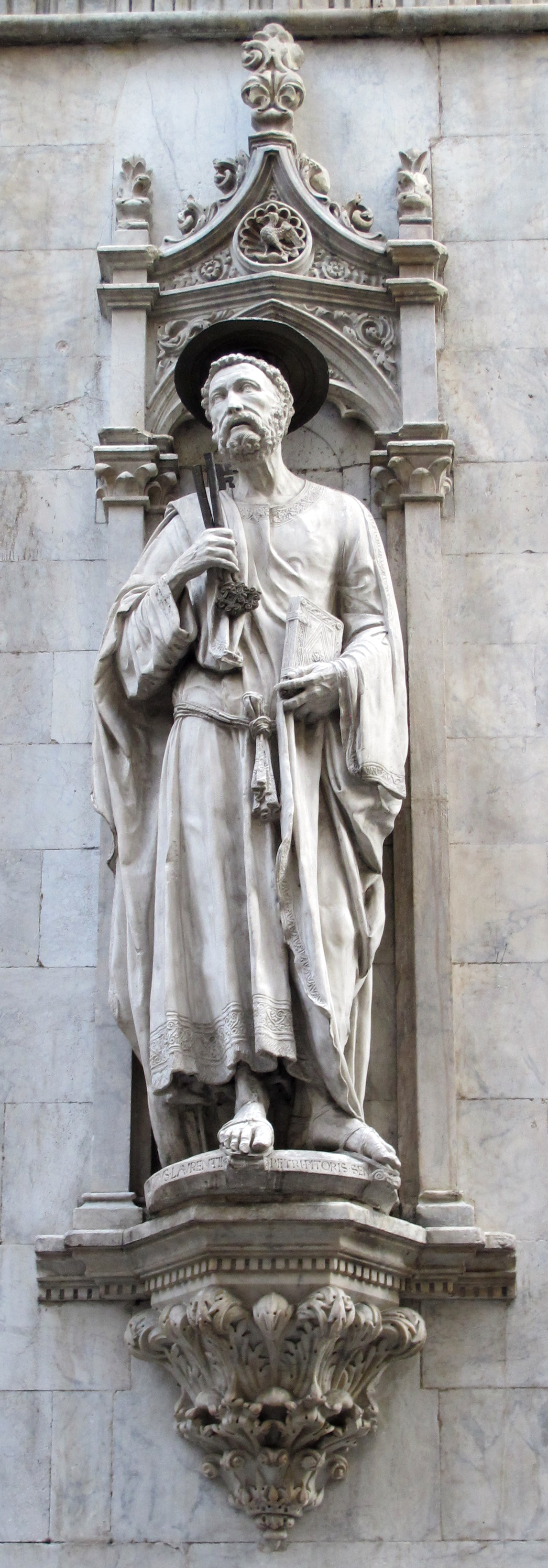
Святой Пётр. Между 1460 и 1462. Лоджия делла Мерканция, Сиена